# 페름주

페름주의 기

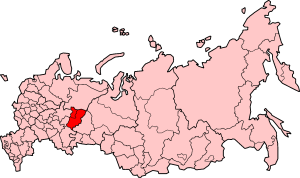
페름주

페름주(러시아어: Пе́рмская о́бласть 페름스카야 오블라스티[*])는 러시아의 주였다. 이 주의 중심지는 페름이었다. 2002년의 조사에 의하면 면적은 160,600 km2였다.
코미 공화국, 스베르들롭스크주, 바시코르토스탄 공화국, 우드무르티야 공화국, 키로프주와 코미페르먀크 자치구와 맞닿아 있었다. 주민은 러시아인 84 %, 타타르인 4,9 %, 코미인 4 %, 바시키르인 1,6 %이 거주하고 있었다.
1938년 러시아 소비에트 연방 사회주의 공화국의 주로 설립되었다. 1940년부터 1957년까지는 소련의 외무장관을 역임한 정치인, 외교관인 뱌체슬라프 몰로토프에서 이름을 딴 몰로토프주라고 불렀다. 2005년 12월 1일에는 코미페르먀크 자치구와 통합하여 페름 변경주가 되었다.

## 지리

### 시간대
페름 주는 예카테린부르크 시간대(YEKT/YEKST)에 놓여 있었다.  UTC와의 시차는 +0500 (YEKT)/+0600 (YEKST).

## 행정구역

### 군
- 바르딤스키 군 (Бардымский)
- 베료조프스키 군 (Берёзовский)
- 볼셰소스노프스키 군 (Большесосновский)
- 차스틴스키 군 (Частинский)
- 차이코프스키 군 (Чайковский)
- 체르딘스키 군 (Чердынский)
- 체르누셴스키 군 (Чернушенский)
- 추소프스코이 군 (Чусовской)
- 도브랸스키 군 (Добрянский)
- 고르노자봇스키 군 (Горнозаводский)
- 일린스키 군 (Ильинский)
- 카라가이스키 군 (Карагайский)
- 키셰르츠키 군 (Кишертский)
- 크라스노비셰르스키 군 (Красновишерский)
- 쿵구르스키 군 (Кунгурский)
- 쿠예딘스키 군 (Куединский)
- 리시벤스키 군 (Лысьвенский)
- 니트벤스키 군 (Нытвенский)
- 오체르스키 군 (Очерский)
- 오한스키 군 (Оханский)
- 옥탸브리스키 군 (Октябрьский)
- 오르딘스키 군 (Ординский)
- 오신스키 군 (Осинский)
- 페름스키 군 (Пермский)
- 시빈스키 군 (Сивинский)
- 솔리캄스키 군 (Соликамский)
- 숙순스키 군 (Суксунский)
- 우인스키 군 (Уинский)
- 우솔스키 군 (Усольский)
- 베레시차긴스키 군 (Верещагинский)
- 옐로프스키 군 (Еловский)